# NGC 2159
NGC 2159 (również ESO 57-SC60) – gromada otwarta, znajdująca się w gwiazdozbiorze Złotej Ryby. Należy do Wielkiego Obłoku Magellana. Odkrył ją James Dunlop 6 listopada 1826 roku.